# Montpeyroux, Aveyron
Montpeyroux là một xã ở tỉnh Aveyron, thuộc vùng Occitanie ở miền nam nước Pháp.